# Moislains
Moislains là một xã ở tỉnh Somme, vùng Hauts-de-France, Pháp.

## Địa lý
Thị trấn này tọa lạc trên đường D184 và đường D43, khoảng 20 dặm Anh về phía tây bắc của Saint Quentin.

## Dân số
| 1851                                                         | 1954 | 1962 | 1968 | 1975 | 1982 | 1990 | 1999 |
| ------------------------------------------------------------ | ---- | ---- | ---- | ---- | ---- | ---- | ---- |
| 1764                                                         | 1398 | 1463 | 1579 | 1464 | 1434 | 1376 | 1366 |
| Số liệu điều tra dân số từ năm 1962, dân số không tính trùng |      |      |      |      |      |      |      |